# 3. liga (Eslovaquia)
La 3. liga es la tercera división de la liga de fútbol de Eslovaquia. La competición se divide en cuatro divisiones: Bratislava, oeste, centro y este. Todos los grupos están formados por 12 equipos cada una, excepto el grupo west que está formado por 18 equipos. Los campeones de cada grupo ascienden a la 2. liga, la segunda división eslovaca.

## Sistemas de competición
Existen cuatro divisiones de 16 equipos excepto west, que son 18 equipos, haciendo un total de 34 jornadas  
El primer equipo clasificado de cada grupo asciende a la 2. liga.

## Vigentes campeones de cada grupo
Este: Humenné
Centro: Námestovo
Oeste: Malženice 
Brastilava: Rohoznik